# Juan Manuel Villa
Juan Manuel Villa Gutiérrez (Sevilla, 1938. szeptember 26. – 2025. január 5.) válogatott spanyol labdarúgó, középpályás.

## Pályafutása

### Klubcsapatban
1953 és 1959 között a Real Madrid korosztályos csapataiban kezdte a labdarúgást. 1959–60-ban a Plus Ultra, 1960 és 1962 között a Real Madrid labdarúgója volt. 1961–62-ben kölcsönben a Real Sociedad együttesében szerepelt. 1962 és 1971 között a Real Zaragoza játékosa volt, ahol két spanyol kupagyőzelmet ért el a csapattal. Tagja volt az 1963–64-es idényben VVK-győztes együttesnek.

### A válogatottban
1964-ben három alkalommal szerepelt a spanyol válogatottban.

## Sikerei, díjai
Real Zaragoza
- Spanyol kupa (Copa del Generalísimo)
  - győztes (2): 1964,[3] 1966[4]
- Vásárvárosok kupája (VVK)
  - győztes: 1963–64[5]
  - döntős: 1965–66

## Statisztika

### Mérkőzései a válogatottban
| Spanyolország | Spanyolország      | Spanyolország                          | Spanyolország | Spanyolország | Spanyolország | Spanyolország | Spanyolország | Spanyolország |
| #             | Dátum              | Helyszín                               | Hazai         | Eredmény      | Vendég        | Kiírás        | Gólok         | Esemény       |
| ------------- | ------------------ | -------------------------------------- | ------------- | ------------- | ------------- | ------------- | ------------- | ------------- |
| 1.            | 1964. március 11.  | Sevilla, Estadio Ramón Sánchez-Pizjuán | Spanyolország | 5 – 1         | Írország      | NEK-selejtező | -             |               |
| 2.            | 1964. április 8.   | Dublin, Dalymount Park                 | Írország      | 0 – 2         | Spanyolország | NEK-selejtező | -             |               |
| 3.            | 1964. november 15. | Porto, Estádio das Antas               | Portugália    | 2 – 1         | Spanyolország | barátságos    | -             |               |
|               | Összesen           |                                        |               | 3             | mérkőzés      |               | 0             | gól           |